# Ahmed Majid Benjelloun
Pour l’article homonyme, voir Benjelloun.
 (juillet 2012).
Si vous disposez d'ouvrages ou d'articles de référence ou si vous connaissez des sites web de qualité traitant du thème abordé ici, merci de compléter l'article en donnant les références utiles à sa vérifiabilité et en les liant à la section « Notes et références ».
Ahmed Majid Benjelloun, né en 1927 à Fès et décédé le 28 janvier 2009 à Rabat, est un homme politique marocain, qui fut également avocat du barreau de Fès.

## Carrière
Ahmed Majid Benjelloun a été procureur du roi près le tribunal régional de Marrakech et procureur général du roi près la cour d’appel de Rabat et la Cour suprême.
Nommé ministre de l’Information à deux reprises (1965-1967 et 1972-1977) et ministre des Affaires administratives et de la Fonction publique (1971-1972), il a également occupé le poste de conseiller juridique au Cabinet royal en 1976.
Il a été élu en 1988 président de la commission juridique de la Ligue arabe pour une durée de trois ans, après avoir exercé pendant près de cinq ans en tant que président du tribunal administratif de la Ligue arabe.
Auteur de plusieurs ouvrages dans le domaine du droit, il a également enseigné à la faculté de droit de Rabat et à l’École nationale de l’administration publique.